# Riedelia longirostra
Riedelia longirostra är en enhjärtbladig växtart som beskrevs av Theodoric Valeton. Riedelia longirostra ingår i släktet Riedelia och familjen Zingiberaceae. Inga underarter finns listade i Catalogue of Life.